# Kappa
Das Kappa (griechisches Neutrum κάππα, neugriechisch Κάππα (auch „κάπα“), Majuskel Κ, Minuskel κ oder ϰ) ist der 10. Buchstabe des griechischen Alphabets und hat nach dem milesischen System den Zahlwert 20.

## Verwendung
In der Physik wird das Symbol {\displaystyle \kappa } für verschiedene physikalische Größen verwendet. Es ist zum einen das Formelzeichen für die elektrische Leitfähigkeit, Wärmeleitfähigkeit, für die kinematische Viskosität und zum anderen das Formelzeichen der Kompressibilität. Manchmal wird auch für den Isentropenexponenten das Formelzeichen {\displaystyle \kappa } verwendet. In der allgemeinen Relativitätstheorie findet man die Einsteinkonstante {\textstyle \kappa =8\pi G/c^{4}}.
In der Chemie zur Bezeichnung der gebundenen Atome eines (mehrzähnigen) Liganden (Kappa-Konvention)
In der Mathematik wird das Symbol zur Bezeichnung der Krümmung verwendet.
In der Finanzmathematik wird das Symbol für die Ableitung nach der Volatilität eingesetzt.
In der Elektrotechnik wird das Symbol für die Stoßziffer in der Kurzschlussstromberechnung verwendet.
In der Psychologie wird das Symbol für Cohens Kappa als Maß der Inter-Rater-Übereinstimmung genutzt.
In der Medizin werden die Leichtketten der Immunglobuline in Kappa und Lambda eingeteilt. Diese werden bei Monoklonaler Gammopathie (Multiples Myelom und Vorstufen) als Paraproteine (inkomplette oder komplette Immunglobuline) bezeichnet.
Darüber hinaus gibt es im Bereich der Wirkung von Glukokortikoiden (Steroidhormon) intrazelluläre, rezeptorbindende Proteine (NF-κB/Iκ-B), und im Bereich der Opioide sogenannte κ-Opioid-Rezeptoren, die ebenfalls mit diesem Buchstaben beschriftet sind.
In der Augenheilkunde und physiologischen Augenoptik bezeichnet man den Winkel zwischen Gesichtslinie und Pupillenachse als Winkel Kappa.
In der Epidemiologie wird das Symbol für den Überdispersionsparameter genutzt.